# KRC Harelbeke
KRC Harelbeke – belgijsk klub piłkarski z siedzibą w Harelbeke, działający w latach 1930–2002.

## Historia
Racing Club Harelbeke został założony 1930. W 1955 klub zmienił nazwę na Koninklijke Racing Club Harelbeke. W 1978 klub po raz pierwszy awansował do drugiej ligi. W 1995 klub wygrał baraże i po raz pierwszy w historii awansował do pierwszej ligi. Harelbeke występował w belgijskiej ekstraklasie przez 6 lat do 2001. Najwyższe miejsce w lidze (piąte) klub zajął w 1998.
Po spadku klub zmienił nazwę na KRC Zuid-West-Vlaanderen. W 2002 klub nie uzyskał licencji na grę w lidze i ostatecznie zlikwidowany.

## Sukcesy
- 6 sezonów w Eerste klasse: 1995–2001.
- mistrzostwo Tweede klasse: 1995.

## Sezony w Eerste klasse
| Sezon     | Uzyskane Miejsce |
| --------- | ---------------- |
| 1995-96   | 11               |
| 1996-97   | 9                |
| 1997-98   | 5                |
| 1998-99   | 11               |
| 1999-2000 | 14               |
| 2000-01   | 17 (spadek)      |

## Znani piłkarze w klubie
| - Ronny Gaspercic - Geert De Vlieger - Dennis Souza - Arkadiusz Kubik - Łukasz Kubik - Dariusz Kasperek - Ernest Konon | - Toni Jurjev - Kader Camara - Aziz Ansah - Mike Okoth Origi - Kémoko Camara - Benedict Akwuegbu |

## Trenerzy
- Herman Helleputte (2000-01)

## Europejskie puchary
Legenda do wszystkich tabel:
- Q – runda eliminacyjna, 1/16, 1/8, 1/4, 1/2 – odpowiednia faza rozgrywek, Grupa – runda grupowa, 1r gr – pierwsza runda grupowa, 2r gr – druga runda grupowa, F – finał, R – runda, PO – play-off
- k. – rzuty karne, los. – losowanie, Dogr. – dogrywka, w. – zasada bramek strzelonych na wyjeździe

| Sezon | Rozgrywki        | Runda | Przeciwnik   | Dom | Wyjazd | Ogólnie |
| ----- | ---------------- | ----- | ------------ | --- | ------ | ------- |
| 1998  | Puchar Intertoto | 3R    | UC Sampdoria | 0–1 | 0–3    | 0–4     |